# Axel Petry
Axel Petry (* um 1950) ist ein deutscher Musiker des Modern Creative (Saxophon, Klarinette, Flöte, Keyboard, Komposition). 
Petry besuchte ab 1970 die Kunstakademie in Düsseldorf; er gehörte zu dieser Zeit zur Unit von Bernd Köppen. Ab 1973 studierte er Klarinette am Robert-Schumann-Institut in Düsseldorf (u. a. bei Hermut Giesser) und Saxophon bei Wilton Gaynair. In dieser Zeit gründete er die Rockjazz-Formation Synthesis mit Klaus Röder; daneben wirkte er mit in Bands von Frank Köllges und weiteren Ensembles unterschiedlicher Stilrichtungen. 1976 zog er nach Köln, wo er seitdem als Privatlehrer für Musikerziehung und Instrumentalausbildung tätig ist. Er trat mit Gunter Hampel, Perry Robinson, Albert Mangelsdorff, Michal Urbaniak, Theo Jörgensmann und Reiner Winterschladen auf. Mit eigenen Gruppen (Trio, Quartett, Quintett), zu denen lange Zeit Jürgen Dahmen gehörte, nahm er am Moers Festival und weiteren Festivals teil; auch legte er mehrere Alben vor. Mit der Band trat er 1983 auch mit Sam Rivers auf. Zum Music-Recycling-Art-Ensemble gehörten 1984 auch Maria de Alvear und Christian Bollmann. Ab 1986 verstärkte Hinwendung zu Soloperfomances. 1989 wirkte er im Film „Nachtgäste“ von Erwin Michelberger mit, zu dem er auch die Musik komponierte.
Im Quartett Cologne Workout arbeitete er mit Gerd Dudek, Harald Eller und Guido Conen. Mit Hans Wißdorf und Dietrich Rauschtenberger bildete er das Trio Einwandfrei. Er gehört zum Quartett Wundertüt und ist Mitglied des Wuppertaler Improvisationsorchesters KlangDrang.

## Diskographische Hinweise
- Axel Petry Quintet Live at Salt Peanuts (AMF Music 1982, mit Walfried Böcker, Jürgen Dahmen, Georg Grisloff, Jochen Schmidt)
- Axel Petry Quartett Discover (JazzHausMusik 1981, mit Walfried Böcker, Jürgen Dahmen, Georg Grisloff, Jochen Schmidt)